# Мельницкая, Инна Владимировна
И́нна Влади́мировна Мельни́цкая (18 июня 1925, Харьков	— 11 ноября 2020, Харьков) — писательница, переводчица, педагог, общественный деятель.

## Биография
Родилась в семье педагогов.
В 1943-1945 работала воспитательницей в детских яслях в Татарии.
В 1949 окончила Харьковский институт иностранных языков, в 1952 — аспирантуру.
В 1949-1950 преподаватель в Харьковском культпросвет-техникуме
В 1959-1960 преподаватель в Харьковском институте иностранных языков
В 1960-1982 преподавала в Харьковском университете.

## Основные произведения

### Книги
- Когда не было лета: повесть в новеллах / [предисл. К. Гордиенко «Девочка и война»]. – Харьков: Прапор, 1988. – 192 с.
- Надпись на парапете: рассказы, фрагм. дилогии. – Харьков: МПО «Издатель», 1995. – 127 с.
- Опрокинутые облака: стихи разных лет. – Харьков: Крок, 2002. – 124 с.
- Украинский эшелон: повесть. – Харьков: Майдан, 2008. – («Проза Слобожанщины»). – 156 с.
- Украинский эшелон: повесть. – Кмев: ООО «Журнал “Радуга”. – 2009. – 174 с. – (Лауреаты Междунар. лит. премии им. Юрия Долгорукого).
- Страна моего детства: повести и рассказы. – Х.: Крок, 2011: ил.
- Украинский эшелон: дилогия. – Харьков: Крок, 2014. – 268 с.: портр.

### Публикации в сборниках
| - Исход: [новелла] // Скажи, Дробицкий Яр: Очерки. Воспоминания. Стихи. – Х.: Прапор, 1991. – С.118-120. - В мастерской Н.М. Дерегус-Лоренс: [стихи] // …Не зарастёт народная тропа…: Пушкинский альбом. – К: Голов. спеціаліз. ред. літератури мовами нац. меншин України, 1999. – С. 86. - «Январский дождь… И день обидно сер…»; «Воробушки чирикают в метро…»: [стихи] // XX век, запомни нас такими…: Укр. школа русской поэзии. – К.: Голов.спеціаліз. ред. літератури мовами нац. меншин України, 1999. – С. 216-217. - «Господи, как я люблю лошадей!..»: [стихи]; Ведро воды: [новелла из повести «Когда не было лета» // Хрестоматія з літератури рідного краю. – Х.: Схід.-регіон. центр гуманітар.-освіт. ініціатив, 2001. – С. 182-187. - До питання про янголів // Без права на помилку: худож.-докум. нариси. – Х.: Фоліо, 2002. – (10-річчю СБУ присвячується). – С. 34-46. - Снег; 3 октября; Берегиня: [стихи] // От сердца к сердцу – с любовью. – Черкассы: Відлуння – Плюс, 2002. – С.40-41. - Столичные новости; Интеллигенция: [стихи] // Современный Ренессанс. – К.: КМЦ «Поэзия», 2002. – Кн. 2. – С. 71-72. – (Созвучие. Прил. к журн. «Ренессанс». Вып. 18). - Как это бывает; Виктору Рубановичу – другу, поэту; Тем, что с плеером; Юбилярам; Конец августа; Берегиня; Двадцатый поезд; Ночное танго: [стихи] // Слобожанщина: альм. (№ 25). – Х., 2003. – С. 124-128. - Магнитное склонение; Вальс сорок пятого года; Осенний набросок; Тем, что с плеером; «Пустеет наш город…»; Песнь о ранении; Инне Клемент; Ника; Марлене Рахлиной; Компьютерный набор; Конец августа; Берегиня; «Ты умеешь слущать тишину…»; Утренняя молитва; «Поздний октябрь – почему-то зелёный…»; «Ах, какая осень золотая!..»; Двое; Пробуждение; Февраль; «Господи, как я люблю лошадей!..»; «Что видим мы вокруг своим убогим зреньем?..»; «Воробушки чирикают в метро…»; Двадцатый поезд; Ещё раз о Победе: [стихи] // Лауреати літературних премій Харківського міськвиконкому 1995-2002: колектив. зб. – Х.: Майдан, 2003. – С.246-262. - «Когда, наконец, мой народ распрямится достойно…»: [стихи] // Современный Ренессанс. – К.: КМЦ «Поэзия», 2005. – Кн. 3. – С. 52-53. – (Созвучие. Прил. к журн. «Ренессанс». Вып. 11). - Мы помним ваши голоса!: коллектив. сб. – К.: ПП «Экмо», 2005. С.4: «…Вроде всё уже было…» (отр. из стихотворения И. Мельницкой, поставленный эпиграфом к сборнику). - Песни Южной Руси: стихи русских поэтов Украины: опыт антологии (1980 – 2000-е гг.). – Донецк: Лебедь, 2008. – С. 234-236: Предчувствие; Вечер в Гаграх; Берёзы («Стоят берёзы кружевные…»); «Уже настигли осень холода…»; Радио; «Не говори о смерти. Замолчи!..»; «Как хорошо, когда не меркнет свет…»; Часы («Пока они ещё идут…»). - Пространство литературы – путь к миру, согласию и сотрудничеству между славянскими народами: сб. науч. трудов по материалам Второй междунар. науч.-практ. конф., 14 дек. 2007 г. / под ред. В.Н. Ганичева, А.Г. Романовского. – Харьков: НТУ «ХПИ», 2008. – С. 357-361: стихи И. Мельницкой: («Ветер насухо стёкла вытер…»; Двадцатый поезд; Красная смородина; Сёстрам; «Изменилась, рассохлась большая земля…»; «Вот позади ещё один порожек…»). - Современное русское зарубежье. В 7 т. – Т. 1. Кн. 2. Проза. Поэзия (антология). – М.: Серебряные нити, 2008. – С. 412-416: стихи И. Мельницкой («Господи, как я люблю лошадей!..»; Диксон; Ещё раз о Победе; Последний кадр). - Благовест: Русский голос Харькова: альм. по материалам Третьей междунар. науч.-практ. конф. «Литературное пространство – путь к миру, единству и сотрудничеству между славянскими народами» 17-18 дек. 2008 года» / под ред. А.Д. Михилёва; сост. альм. и авт. коммент. А.М. Гуторов. – Х.: ЧПФ «Гелиос», 2009. – С. 63-68, 98, 104-105, 109-110, 230-231: стихи И. Мельницкой(Двадцатый поезд; Наше время; Гнев; «Когда, наконец, мой народ распрямится достойно…»; Отдел субсидий; В защиту «сэконд-хэнда»; Красная смородина; Возвращение; «В этой жалкой, больной стране,,,»: [отр. из стихотворения «Без просвета»]; Гостья; Город («Расторопные люди меняют названия улиц…»); Моё поколение; Поправка на магнитное склонение; Вальс сорок пятого года; Золотое кольцо). - Митька: маленькая повесть; Слово о Пушинском; Стихи разных лет («Что рукописи не горят – не верьте…»; К вопросу об эмиграции; Творчество;У остановки; Трезвое; Тихая песня; Борщ (страдания переводчика); Ab Pisces );Немного орнитологии] //Образы жизни. – 2011. – С. 36-53, 213. – Сведения об авторе: с. 269.Образы жизни: лит. альм. – 2012. С. 67-82: Прости меня, Италия!: диптих (Серебряная роза; Серёжа Петухов и медаль); Сумерки.С. 183: стихотворения (Поздно вечером; «Воробушки чирикают в метро…»; «Кто вступится за авторское право…»; Рождение книги). - Римме («Да не иссякнет мужество твоё…»); Подруге («Не случайно нам с тобой досталось…»); Первое декабря; «Нас секут крутые дожди…»: [стихи] // Римма Катаева в стихах друзей. – Х.: Мачулин, 2013. – С. 30-33. - В защиту теоретических дисциплин: [рассказ] // Переклад у наукових дослідженнях представників харківської школи. – Вінниця: Нова кн., 2013. – С. 37-42 - Сузір’я Інни Мельницької: антологія вибр. творів та перекладів випускників Студії перекладача і молодого автора каф. теорії та практики перекладу англ. мови ХНУ ім. В.Н. Каразіна під керівництвом І. Мельницької. – Вінниця: Нова Книга, 2013. – С. 34-89: поезія, проза, переклади І. Мельницької (Реквієм; Юрію Стадниченкові; «Що нас вабить у гори щоліта?..»; На згадку про Роберта Третьякова; «Дайте руку, друже мій давній!..»; Гетьманова; В защиту теоретических дисциплин; Сумерки;Предвечернее; Поздно вечером; Парадокс; О возрасте; Из цикла «Будни» (Как этобывает; Хандра; На балконе после стирки; О пользе чая; Радио; Чернильница;Ad pisces; И ещё после стирки…; Борщ; Душ; Восход; … Памяти невынутыйосколок…; Поправка на магнитное склонение; Харьков, год сорок третий; Хатынь;Последний кадр; Ещё раз о победе; Из цикла «Акварели» (Берегиня; Август; Конецавгуста; Прощание; Клепсидры; «Что видим мы вокруг своим убогим зреньем?..»;«Господи, как я люблю лошадей!..»; Ураган; «Воробушки чирикают в метро…»; Мелодия для флейты; После дождя; «Ах, какой нам достался подарок…»; Дождь в январе; Экология; Рената; Мыкола Лукаш: каким он был?; Переклади «Пухових мугичок» (Присвята; «Ой, сніг іде…»; «Ну як нам Тигру врятувати…»; «Гарно вранціпогуляти…»; Шум, складено Пухом; «Ондечки стоїть ялинка…»; «Тут так затишно, так гарно…»; «Я навіть не знав…»: Пухова урочиста мугичка). - Большой вальс; Брест; Поминальный дождь; К вопросу о возрасте: [стихи] // Харьковский мост: лит.-худож. альм. – Х.: Экслюзив, 2013. – С. 208-210. - Настасья и Настасики; В защиту теоретических дисциплин: [рассказы] // Образы жизни. – Сан-Франциско, 2013. – С. 51-61: ил. - Немного о топонимике; Июнь 1941; Бессмертие (два фрагм. из поэмы: I. «Как мне помнится эта осень…»; II. Моё поколение); Реквієм; Поправка на магнитное склонение; 1943; Ещё раз о Победе; «Ветер насухо стёкла вытер…» // Харьков. Трудное слово ПОБЕДА. – Х.: Федорко, 2010. – С. 82-98. |

### Публикации в периодике
| - Посестри: [оповідання: пер. з рос. авт.] // Прапор. – 1982. – № 3. – С.41-47. - Три оповідання: [пер. з рос. авт. ] // Там же. – 1982. – № 8. – С.45-49. – Зміст: Повернення; Хліб; Горить свіча. - Розсипані зернини; Валянки: [новели: пер. з рос. авт.] // Там же. – 1983. – № 9. – С. 69-70. - В ніч на дев’яте травня: новела :[пер. з рос. авт.] // Там же. – 1985. – № 1. – С. 81-84. - Я йду на мінку: оповідання / з рос.пер. М.Львович // Там же. – 1986. – № 5. – С. 16-34. - Госпітальний перукар: оповідання: [пер. з рос. авт.] // Веч. Харків, – 1987. – 18 серп. – С. 3. - Балада про госпітального перукаря: оповідання: [пер. з рос. авт.] // Там же. – 1988. – № 3. – С. 68-75. - Соловей коло Ленінградського ринку; У дворі злий собака: [новели: пер. з рос. авт.] // Там же. – 1989. – № 4. – С. 103-112. - «…Короткая, как вечность, наша жизнь!»: [подборка стихотворений / с предисл. В.Тимченко] // Веч. Харьков, – 1992. – 8 дек. – С. 3. – Содерж.: Берегиня; «А я есенинскую грусть…»; Мастер из Кремоны; Ветер над Сочи; Рождение книги; «Что рукописи не горят – не верьте!..» - Ещё раз о Победе: [стихи] // Там же. – 1993. – 8 мая. – С. 2. - Пирожки: [рассказ] // Воскресная панорама. – 1993. – 4 янв. - Ще раз про Перемогу: [вірш] / пер. Ю. Стадниченка // Я, ти, ми. – 1993. – № 5. – С. 1. - Ночной дебют: [рассказ, посвященный арт. Б. Табаровскому] // Шалом. – 1994. – № 1(17). – С. 4. - Оповідання: [пер. з рос. авт.] // Березіль. – 1995. – № 3-4. – С. 110-127. – Зміст: Напис на парапеті; Дивачка; До яру; Пиріжки; Приміський рейс. - Исход: [новелла] // 22 (Москва-Иерусалим). – 1997.– (№ 106). – С. 170-172. - Двадцатый поезд (Харьков – Москва): [стихи] // Вестник Род Айленда. – 1998. – № 9. – С. 10. Указана фамилия автора: Гаврильченко-Мельницкая. - Пригородный рейс: [новелла] // 22 (Москва-Иерусалим). – 1998 – (№ 108). – С. 90-95. - Слово про Пушинського: оповідання: [пер. з рос. авт.] // Березіль. – 1998. – № 5-6. – С. 111-121. - Український ешелон: повість: [пер. з рос. авт.] // Там же. – 2000. – № 1-2. – С. 27-153. - Последний кадр; Победитель: [стихи] // Красное знамя. –2001. – 10 мая. – С. 1. - Как это бывает; Виктору Рубановичу – другу, поэту; Тем, что с плейером; Юбилярам; Конец августа; Берегиня; Двадцатый поезд; Ночное танго: [стихи] // Слобожанщина. – 2003. – № 25. – С.124-128. - Магнитное склонение: [стихи] // Вестник Род Айленда (США). – 2003. – № 10. – С.17. - Борису Табаровскому в день очень круглого юбилея: [стихи] // Шалом, – 2004. – № 2. – С.1. - Начало книги; Город; Август; Перелистывая альбом; Скрипачка; Гостья; Поэт: [стихи: с предисл. ред.] // Радуга. – 2005. – № 7. – С. 39-43. - Украинский эшелон: [повесть: с предисл. ред.] // Там же. – 2005. – № 10. – С. 4-118. - Мелодии бессонницы в ключе Экзюпери // Новая лит. газ. (Киев). – 2006. – № 6-7 (май-июнь). – С. 15. - Митька: маленькая повесть: [с предисл. ред.] // Радуга. – 2006. – № 5-6. – С. 15–33. - Надпись на парапете: [рассказ] // Селяночка. – 2006. – 22 груд. (№ 52). – С. 3. - «Проверено, мин нет. 24.8.43 г.» // Новая лит. газ. (Киев). – 2006. – № 8-9 (нояб.-дек.). – С. 15-33. – С. 14: сведения об авт. - Слово о Пушинском: [рассказ] // Радуга. – 2006. – № 10. – С. 137-147. Чудачка: [новелла] // Селяночка (Київ). – 2006. – 24 листоп. (№ 48). – С. 3. - Баллада о госпитальном парикмахере: [рассказ] // Там же. – 2007. – № 9 (2 берез.) – С. 3. - Пригородный рейс: [рассказ] // Там же. – 2007. – 12 січ. (№ 2). – С. 3. - Исход: [рассказ] // Там же. – 2007. – 11 трав. (№ 19). – С. 3. - Пирожки: [рассказ] // Там же. – 2007. – 29 черв. (№ 26). – С. 3. - Доктор Сегал и Туня Бирбраер: [рассказ] // Там же. – 2007. – 6 лип. (№ 27). – С. 3. - Во дворе злая собака: [рассказ] // Там же. – 2007. – 28 сент. (№ 39). – С.3. Лебединое озеро: [рассказ] // Отражение. – 2007. –№ 9. – С. 21-22. - Страна моего детства: повесть // Радуга. – 2007. – № 9. – С. [4]-31. - «Как тихо подступает осень!..»; Осенняя молитва; «Шорох сухой по асфальту ползёт…»; Из окна больницы: [стихи] // Склянка часу (Канів). – 2008 – № 48. – С. 61, 67. - Маленькие рассказы // Terranova: журнал нашего времени: рус.-амер. изд. (Campbell, CA). – 2008. – № 33 (июнь). – С. 40-43. – Содерж.: Исход; Доктор Сегал и Туня Бирбраер. - Соловей возле Ленинградского рынка: [рассказ] // Селяночка. – 2008. – 29 февр. (№ 9). – С. 3; 7 марта (№ 10). – С. 3. - Aestas. Літо. Лето: сучасні тексти про літо: [современные тексты о лете]. – Канів: Склянка Часу, 2008. – С. 242-245: стихи И. Мельницкой(Ливень; Затишье; Июль; Мелодия для флейты; В моём городе дождь; После дождя: «Какое утро за окном встаёт…»). - Страна моего детства: Повесть // Образы жизни: лит. альм. – [Сан-Франциско], 2010. – № 1. – С. 3-22: ил. – С. 198: сведения об авт.Альманах издается на средства авторов, проживающих в Америке и Израиле. - «Ветер насухо стёкла вытер…»; Красная смородина: [стихи] // Подъём (Воронеж). –2009. – № 4. – С. 10-11. - 20-й поезд; Красная смородина; «Изменилась, рассохлась большая земля…»; На разъезде; Аккордеонист; Город («Расторопные люди меняют названия улиц…»); Февраль («Летит, свистя полозьями, зима»); Снег («Заметелило белой блажью…»): [стихи] // Дон (Ростов). – 2009.– № 11-12. – С. 4-[8]. – Подборка дана редакцией под. назв.: Неподелённые небеса. - Прощание; Границы; Ответное письмо; Краеведение; На балконе после стирки; «Ты смотришь на меня глазами юности…»; «Как грустит по ушедшему лету природа…»; Туман над городом: [стихи] // Новое время (Харьк. отд-ние Союза писателей России). – 2009. – № 2. – С. 187-189. – Подборка дана редакцией под назв.: Туман над городом - Украинский эшелон: кн. II. Кормхоз «Победа»: [с предисл. авт.] // Радуга. – 2009. – № 5-6. – С. 18-79. - В ночь на 9 мая: [новелла: из повести «Когда не было лета»] // Славянин. – 2010. – Т 2. – C. 127-130. - Крым; Ноктюрн; У моря – осень; Октябрь в Крыму; Морзянка; Дождь в Крыму; Прощанье с морем: [стихи] // Лит. газ.+Курьер Культуры: Крым – Севастополь. – 2010. – № 4 (26 февр.-11 марта). – С. 4. - Мамаев курган; 9 мая («В коробочках хранятся ордена…»): [стихи] // Харьк. Извћстия. – 2010. – 6 мая. - Сумерки: рассказ // Радуга. – 2010. – № 5-6. – С. 3-12. Моё поколение; Поправка на магнитное склонение: [стихи] // Литературная газета + Курьер культуры: Крым-Севастополь. – 2011. – № 9 (13-26 мая). – С.4: ил. - Мои земляки: портреты без рамок // Радуга. – 2011. – № 5-6. – С. 128-144. – Содерж.: Александра; Каким я его видела; Мой сосед; Куда они уходят? - Остров; Мастер из Кремоны: [стихи] // День и Ночь (Красноярск). – 2011. –№ 3. – С. 189. - Серебряная роза: [проза] // Славянин. – 2011. – Т. 6-7. – С. 14-26. - Загадка: [рассказ] // Радуга. – 2012. – № 7-8. – С. 100-109. - Родине большой и малой: [стихи] // Славянин. – 2012. – Т. 10-11. – С. 177-182. – Содерж.: Родине; Брестская крепость; Большой вальс; Поправка на магнитное склонение; Год 43-й; «Помилуйте, да что случилось с нами…»; Мой город; Харьков. Улица. Чубаря 7/9; Поздно вечером; Границы. - Митька: повесть // Подъём. – 2014. – № 4. – С. 81-98. - Мои земляки: (портреты без рамок) // Славянин. – 2014. – Т. 22-23. – С. 21-83. – Содерж.: Александра; Каким я его видела; Мой сосед; Куда они уходят; Рената; Ночной дебют; Загадка; Кастелло, или Моё отвергнутое будущее; Урок истории - Прости меня, Италия!: диптих // Нева. – 2014. – № 11. – С. 99-113. – Содерж.: Серебряная роза; Серёжа Петухов и медаль. |

### Публикации в переводах на другие языки
- Пасёстры; Вяртане; «Горит свеча…»: Апавяданні / пер. А. Шарахоỳская // Полымя (Мінск). – 1984. – №12. – С.71-82.– Белорус. яз.
- [Вот какой был март: из повести в новеллах «Когда не было лета»*] // Нистру (Кишинёвы). – 1986. – № ? – С. ? – Молд. яз.
- Ашолгадома ланга; Кавто Вальтерт: [Евтнемат] / Эрзянь кельс ютавтынзе / пер. А. Пискунова // Сятко (Саранск). – 1988. –№5. – С.35-43– Мордов. яз.